# إلتقيا في بومبي (فلم 1941)
إلتقيا في بومبي (بالإنجليزية: They Met in Bombay) فيلم مغامرات أمريكي صدر في سنة 1941. من إخراج كلارنس براون وبطولة كلارك غيبل.

## روابط خارجية
- مقالات تستعمل روابط فنية بلا صلة مع ويكي بيانات